# Pavel Klouček
Pavel Klouček (* 17. června 1955) je bývalý český fotbalista, útočník, reprezentant Československa.

## Fotbalová kariéra
V československé lize hrál za Bohemians Praha a SU Teplice. V lize nastoupil ve 129 utkáních a dal 33 gólů. Za československou reprezentaci odehrál roku 1978 jedno utkání (přátelský zápas s NDR), 5x startoval v olympijském výběru (2 góly) a 5x za reprezentaci do 21 let. Jednou startoval v Poháru UEFA.

## Ligová bilance
| Ročník                                   | Zápasy | Góly | Minuty | Klub                       |
| ---------------------------------------- | ------ | ---- | ------ | -------------------------- |
| 1. československá fotbalová liga 1973/74 | 11     | 1    | -      | Bohemians Praha            |
| 1. československá fotbalová liga 1974/75 | 6      | 0    | -      | Bohemians Praha            |
| 1. československá fotbalová liga 1977/78 | 22     | 7    | 2433   | Bohemians Praha            |
| 1. československá fotbalová liga 1978/79 | 27     | 10   | 2235   | Bohemians Praha            |
| 1. československá fotbalová liga 1979/80 | 19     | 3    | 1461   | Bohemians Praha            |
| 1. československá fotbalová liga 1980/81 | 16     | 4    | 1198   | Bohemians Praha            |
| Česká národní fotbalová liga 1981/82     | 25     | 10   | -      | TJ SU Teplice              |
| Česká národní fotbalová liga 1982/83     | 22     | 10   | -      | TJ SU Teplice              |
| 1. československá fotbalová liga 1983/84 | 22     | 8    | 1816   | TJ SU Teplice              |
| Česká národní fotbalová liga 1984/85     | 18     | 5    | -      | TJ SU Teplice              |
| Česká národní fotbalová liga 1985/86     | 12     | 2    | -      | TJ SU Teplice              |
| Česká národní fotbalová liga 1985/86     | 14     | 8    | -      | DP Xaverov Horní Počernice |
| Česká národní fotbalová liga 1986/87     | 25     | 9    | -      | DP Xaverov Horní Počernice |
| Česká národní fotbalová liga 1987/88     | 12     | 1    | -      | DP Xaverov Horní Počernice |
| 1. LIGA CELKEM                           | 129    | 33   | 9143   |                            |

## Trenérská kariéra
Sezóna 2011/2012 - SK Zeleneč (Středočeská I.A třída, sk.B)